# Casa Creus
La Casa Creus és una obra noucentista de Vallbona d'Anoia (Anoia) inclosa a l'Inventari del Patrimoni Arquitectònic de Catalunya.

## Descripció
Casal català de planta quadrada de tres pisos i balustrada com acabament. Destaca la gran sobrietat de línies rectes que dominen totalment el conjunt. La decoració se centra en els motllures de les finestres i a la balustrada superior, així com a la porta d'entrada. La construcció correspon al típic casal rural català de principis de segle.
És construïda en pendent.